# Wirusy DNA
Wirusy DNA – wirusy, których materiał genetyczny stanowi kwas deoksyrybonukleinowy (DNA).
Najważniejsze z medycznego, bądź praktycznego punktu widzenia wirusy DNA to: 
- bakulowirusy,
- herpeswirusy,
- adenowirusy,
- poliomawirusy,
- papillomawirusy,
- pokswirusy,
- parwowirusy,
- hepadnawirusy.